# Naganathan Pandi
Naganathan Pandi (Hindi नागानाथन पंडी; * 23. April 1996) ist ein indischer Leichtathlet, der sich auf den 400-Meter-Lauf spezialisiert hat.

## Sportliche Laufbahn
Erste internationale Erfahrungen sammelte Naganathan Pandi im Jahr 2022, als er bei den Weltmeisterschaften in Eugene mit der indischen 4-mal-400-Meter-Staffel mit 3:07,29 min in der Vorrunde ausschied. Anschließend belegte er bei den Commonwealth Games in Birmingham in 3:05,51 min den sechsten Platz.
2022 wurde Ramesh indischer Meister in der 4-mal-400-Meter-Staffel.

## Persönliche Bestzeiten
- 400 Meter: 46,05 s, 4. Juni 2022 in Erzurum